# Jérôme Goffin
Jérôme Goffin (Maastricht, 13 juli 1921 - aldaar, 27 december 1963) was een Nederlands graficus en ontwerper. Hij is vooral bekend geworden als glaskunstenaar en glasschilder, maar daarnaast schilderde en tekende hij ook en maakte hij onder meer grafisch werk en mozaïeken. Hij maakte onder andere de glasramen voor het Bisschoppelijk Paleis in 's-Hertogenbosch.

## Leven en werk

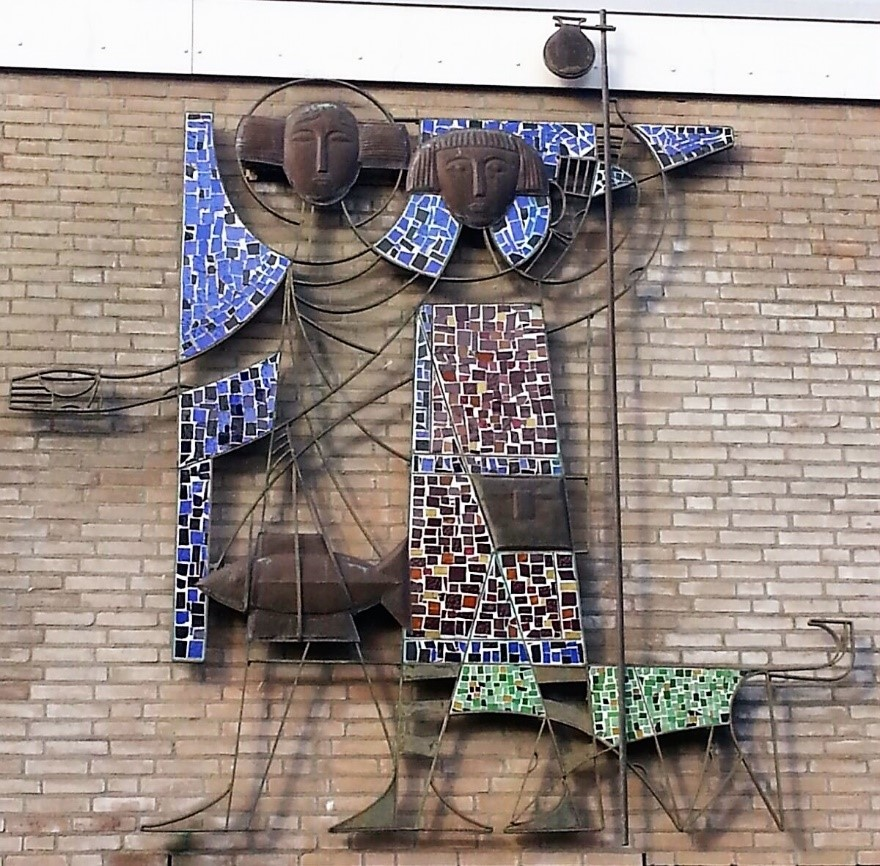
Mozaïek Heilige Raphaël te Santpoort

Jérôme Goffin was de zoon van Louis Antoine Henri Goffin en Elisabeth Nuss. Hij groeide op in Maastricht en studeerde daar als leerling van o.a. Huib Luns en Jef Scheffers aan de Middelbare Kunstnijverheidsschool Maastricht te Maastricht. Goffin kreeg o.a. les van Huub Levigne, die als hoogleraar grafische vormgeving verbonden was aan de Jan van Eyck Academie te Maastricht.
Jérôme Goffin woonde en werkte in Maastricht, hij was kunstschilder, graficus en glaskunstenaar. Zijn glas in loodramen werden uitgevoerd in de ateliers van Hubert Felix in Maastricht. Veel van zijn wandschilderingen zijn in de loop der tijd helaas verloren gegaan en hiervan resten soms alleen nog maar oude afbeeldingen. Hij ontwierp ook vaandels en verluchtigde boeken, verslagen, weekbladen etc. met illustraties. In 1951 was hij de artistieke adviseur voor de 50-jarige jubileumtentoonstelling van de Limburgse Land- en Tuinbouwbond (LLTB) te Roermond. En zowel in 1955 als in 1962 was Jérôme Goffin de artistieke ontwerper van de Heiligdomsvaart te Maastricht. Als docent gaf Jérôme Goffin tekenles aan de R.K. Huishoudschool Wijckerveld te Maastricht, en gaf hij creatieve cursussen aan de Volkshogeschool Geerlingshof te Valkenburg en de School voor Vrije Uren te Heerlen.
In de Rijkscollectie bevinden zich enkele gouaches en tekeningen van zijn hand en in het Discovery Center Continium te Kerkrade worden een aantal vaandels bewaard (al of niet in bruikleen), die door Goffin ontworpen zijn. Hij signeerde zijn werken met J. en/of Jérôme Goffin.

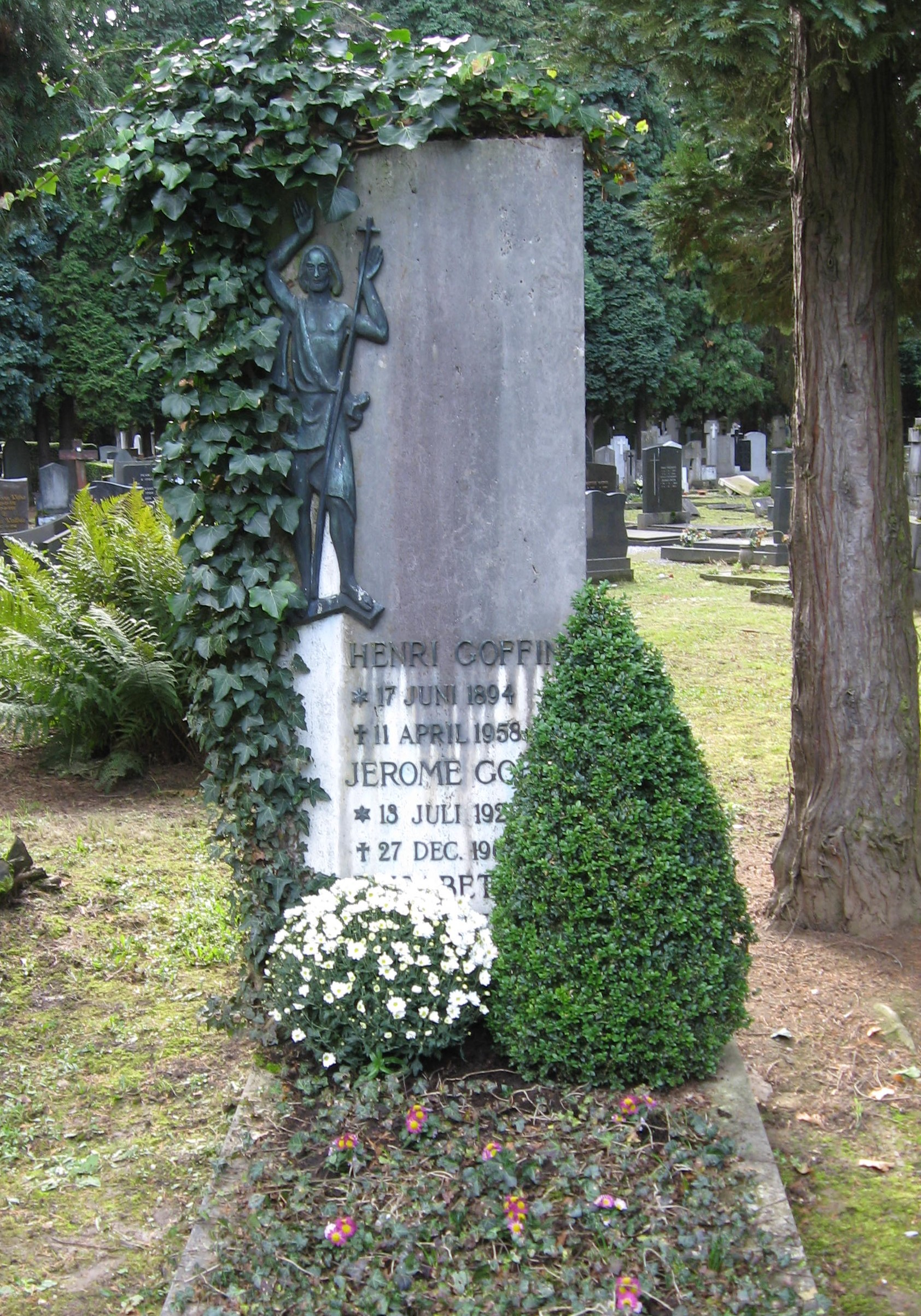
Graf van Jérôme Goffin

Jérôme Goffin trad 9 april 1947 in het huwelijk met Tonny (Antoinette Gerardine Hubertine) Viegen. Tonny Viegen had net als Jérôme haar opleiding voltooid aan de Middelbare Kunstnijverheidsschool Maastricht te Maastricht. Jérôme Goffin was 42 jaar toen hij overleed. Zijn laatste grote project, een groot raam in de Blijde Boodschapkerk in Rolduckerveld te Kerkrade, heeft hij vanwege zijn plotseling overlijden niet persoonlijk kunnen afmaken. Zijn echtgenote en rechterhand, Tonny Goffin-Viegen, voltooide dit werk na zijn dood.
Goffin werd begraven op de Algemene Begraafplaats Tongerseweg in Maastricht.

## Werken (selectie)
Werk van Goffin is onder meer te vinden in de volgende gebouwen:

### Glas-in-loodramen
- Bisschoppelijk Paleis, 's-Hertogenbosch
- Gemeentehuis Spaubeek (gesloopt), raam overgebracht naar gemeentehuis Beek (Limburg)
- Gemeentehuis Berg en Terblijt, later bedrijfspand
- Gemeentehuis Grathem, later bedrijfspand
- Gemeentehuis Haelen, niet meer in gebruik
- Gemeentehuis Limbricht, later bedrijfspand
- Blijde Boodschapkerk te Kerkrade
- Sint-Andreaskerk te Melick
- Sint-Martinuskerk te Wyck-Maastricht
- Maria Sterre der Zeekerk te Middenmeer
- Maria Zuiveringkerk te Putten
- Onze-Lieve-Vrouw Hulp der Christenenkerk te Nieuwenhagen
- Kerk Onze-Lieve-Vrouw-Onbevlekt-Ontvangenkerk Kerkrade-Terwinselen
- Antonius van Paduakerk te Maastricht-Limmel (gesloopt, op de doopkapel na, met enkele glas in betonramen)
- Priorij Regina Pacis te Valkenburg (Limburg)
- Kapel voormalig klooster Mariënholm te Groningen
- Discovery Center Continium te Kerkrade
- Nijverheidsschool St. Bernadette te Groningen.

### Mozaïeken
- Gemeentehuis Berg en Terblijt, later in gebruik als bedrijfspand
- Gemeentehuis Broekhuizen, verplaatst naar de kerkhofmuur te Broekhuizenvorst
- Klooster Zusters van het Arme Kind Jezus te Maastricht
- Kenter Jeugdhulp te Santpoort (voormalig kinderjeugdtehuis Sint Raphaël)
- Kerk Antonius van Padua te Maastricht-Limmel (gesloopt), boven de ingang een bakstenen reliëf

### Wandschilderingen
- Kantine Heineken te Amsterdam
- Huishoudschool te Hoensbroek
- Gemeentebedrijven Maastricht, kantine (gesloopt)
- Grotten Maastricht (kruiswegstaties)
- Lagere Technische School Heythuyzen
- Meisjesschool Heugemerveld Maastricht
- Nijverheidsschool St. Bernadette te Groningen

## Afbeeldingen

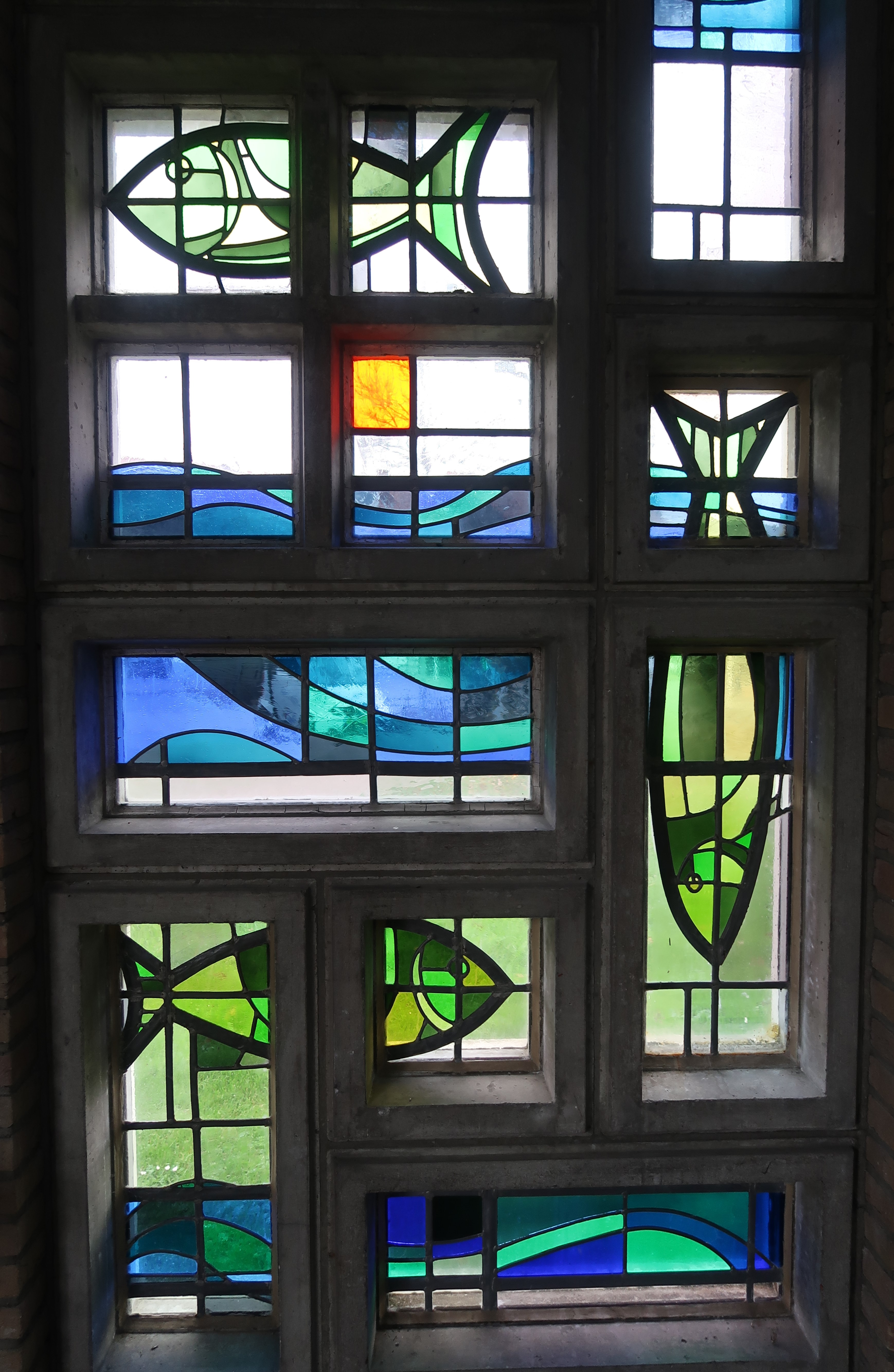
Detail glas-in-loodraam Kapel St. Antonius van Paduakerk Maastricht (1952).
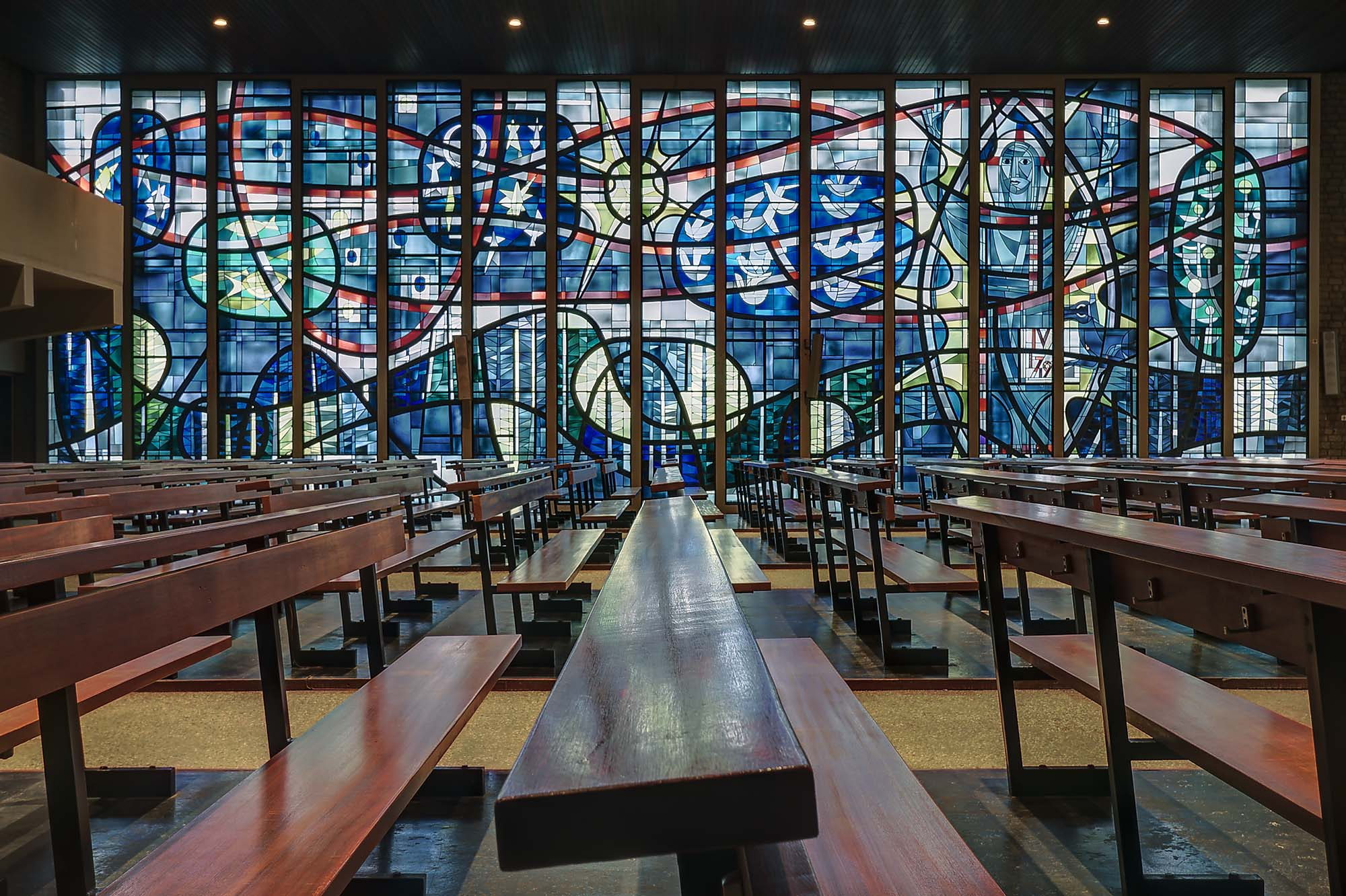
Glas-in-loodraam Kerk Blijde Boodschap Kerkrade.
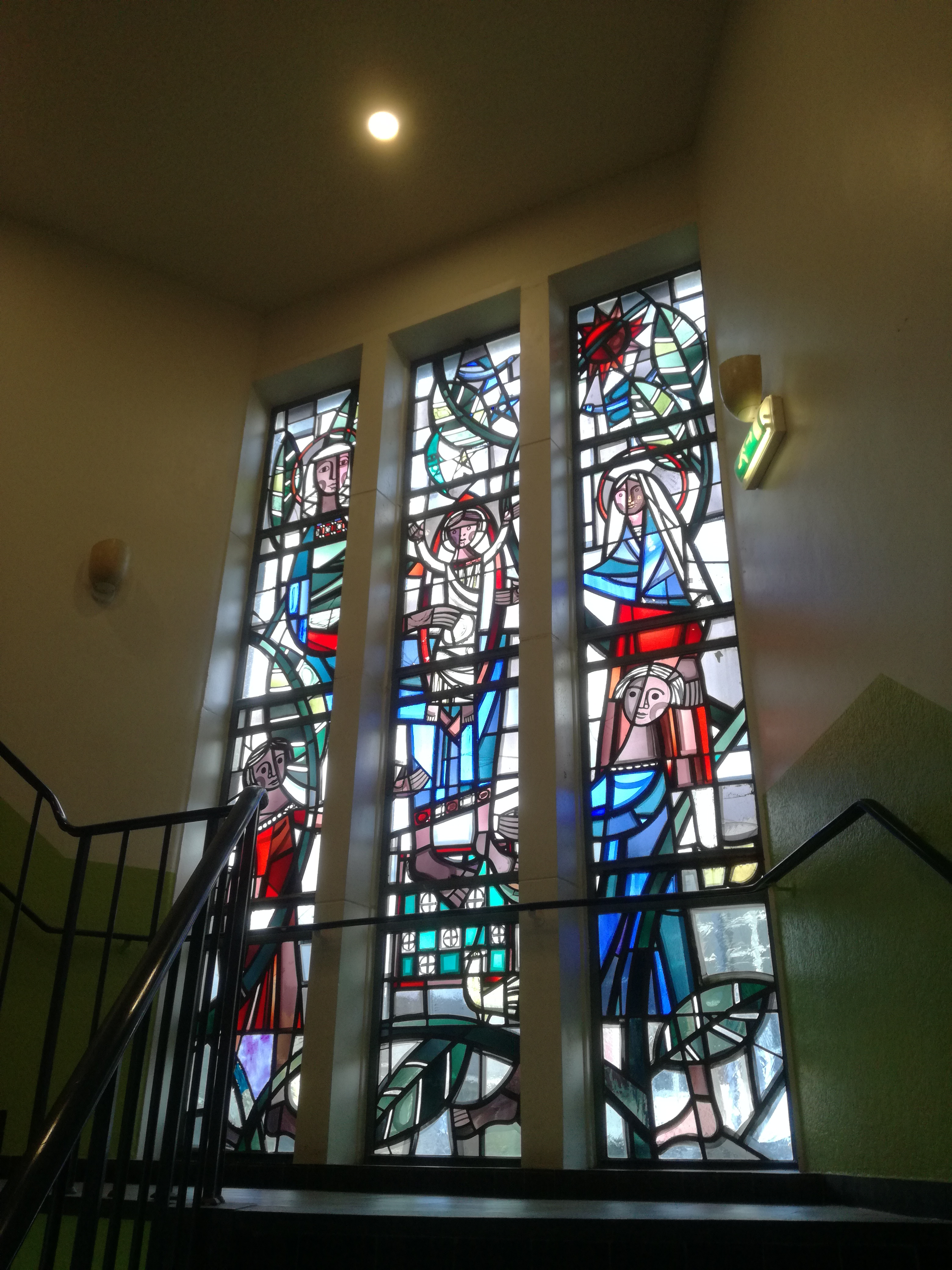
Glas-in-loodraam Bernadetteschool Groningen.
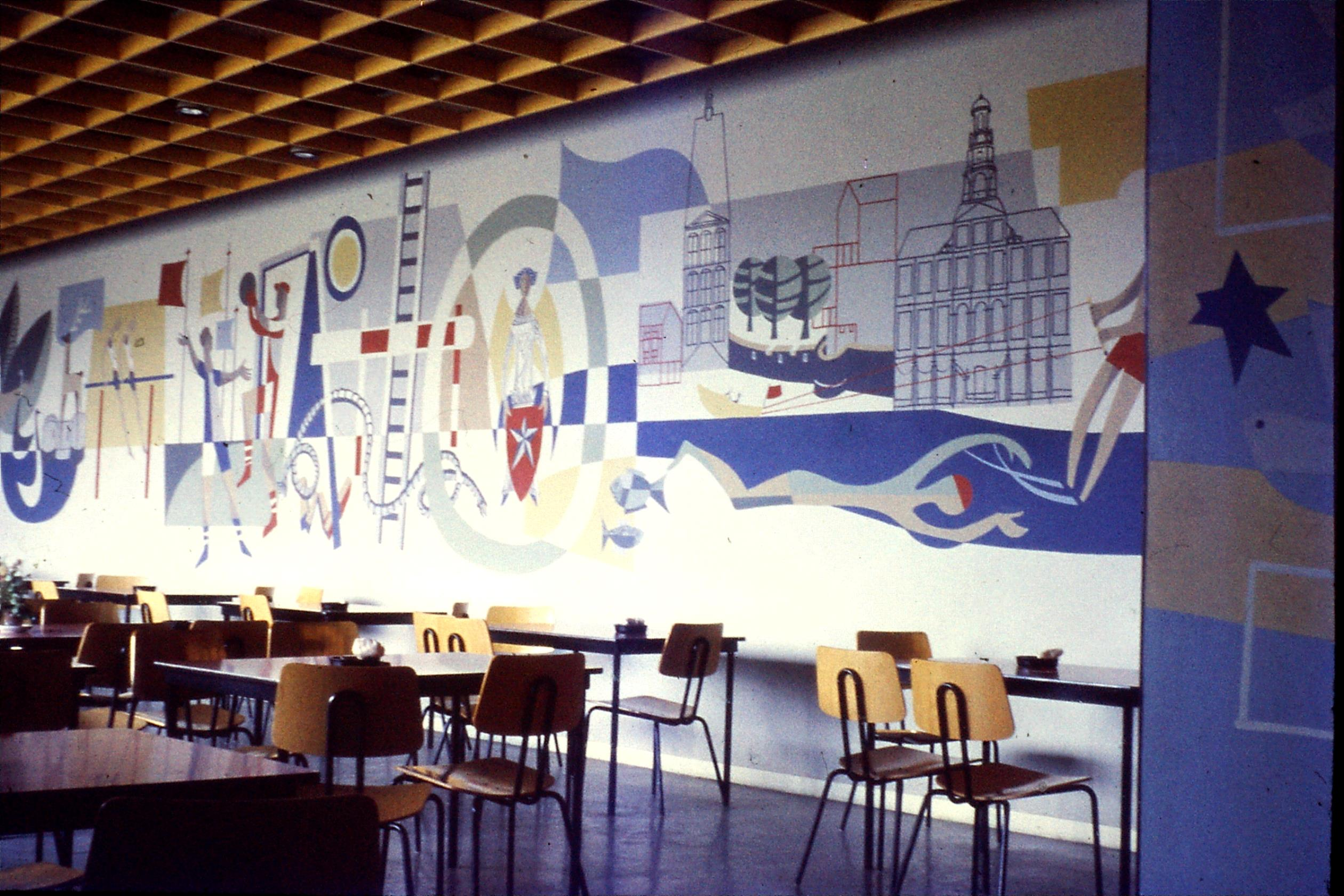
Wandschildering in de kantine gemeentebedrijven Maastricht (1962).
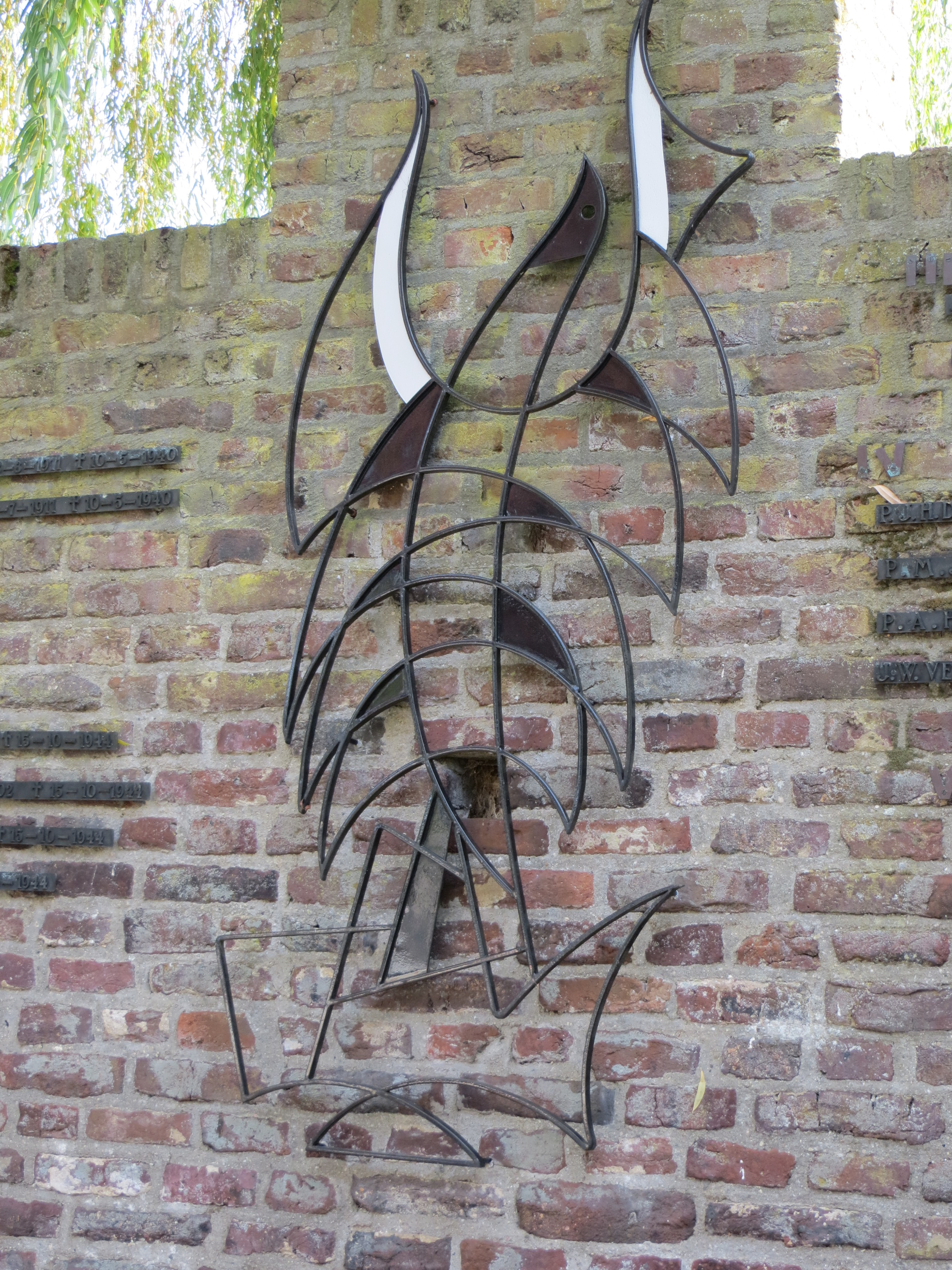
Fenix oorlogsmonument gemeentehuis Broekhuizen (1959), herplaats naar kerkhofmuur Broekhuizenvorst (2002).
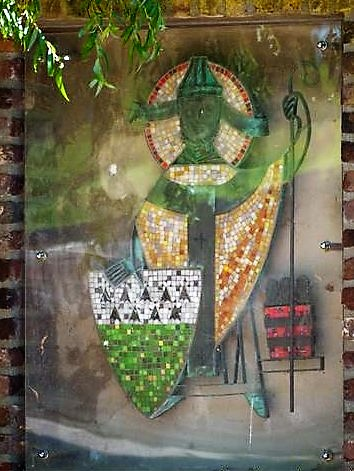
Mozaïek wapen gemeente Broekhuizen (1959), herplaatst naar kerkhofmuur Broekhuizenvorst (2002).
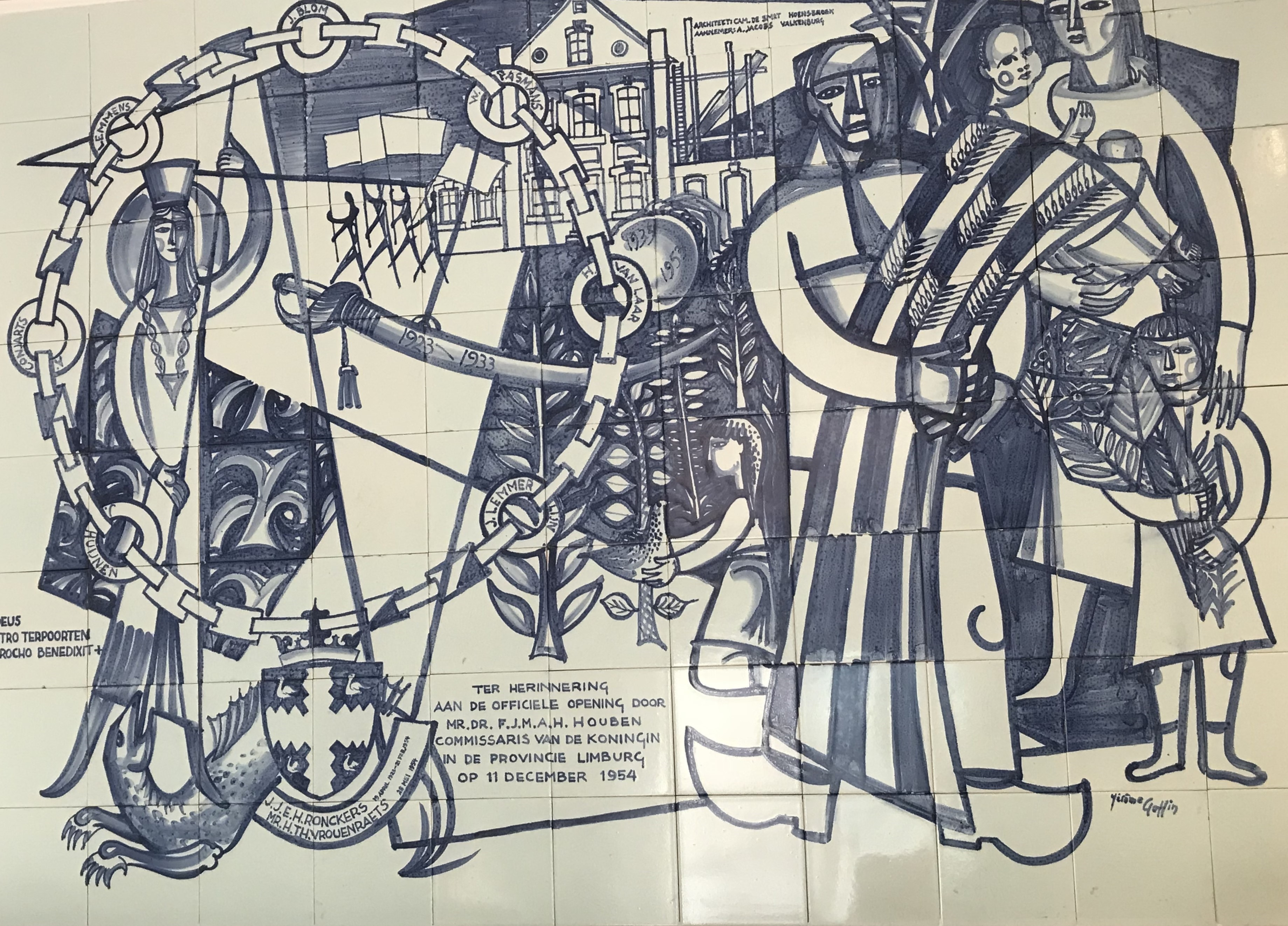
Tegeltableau oud gemeentehuis Margraten (1954).
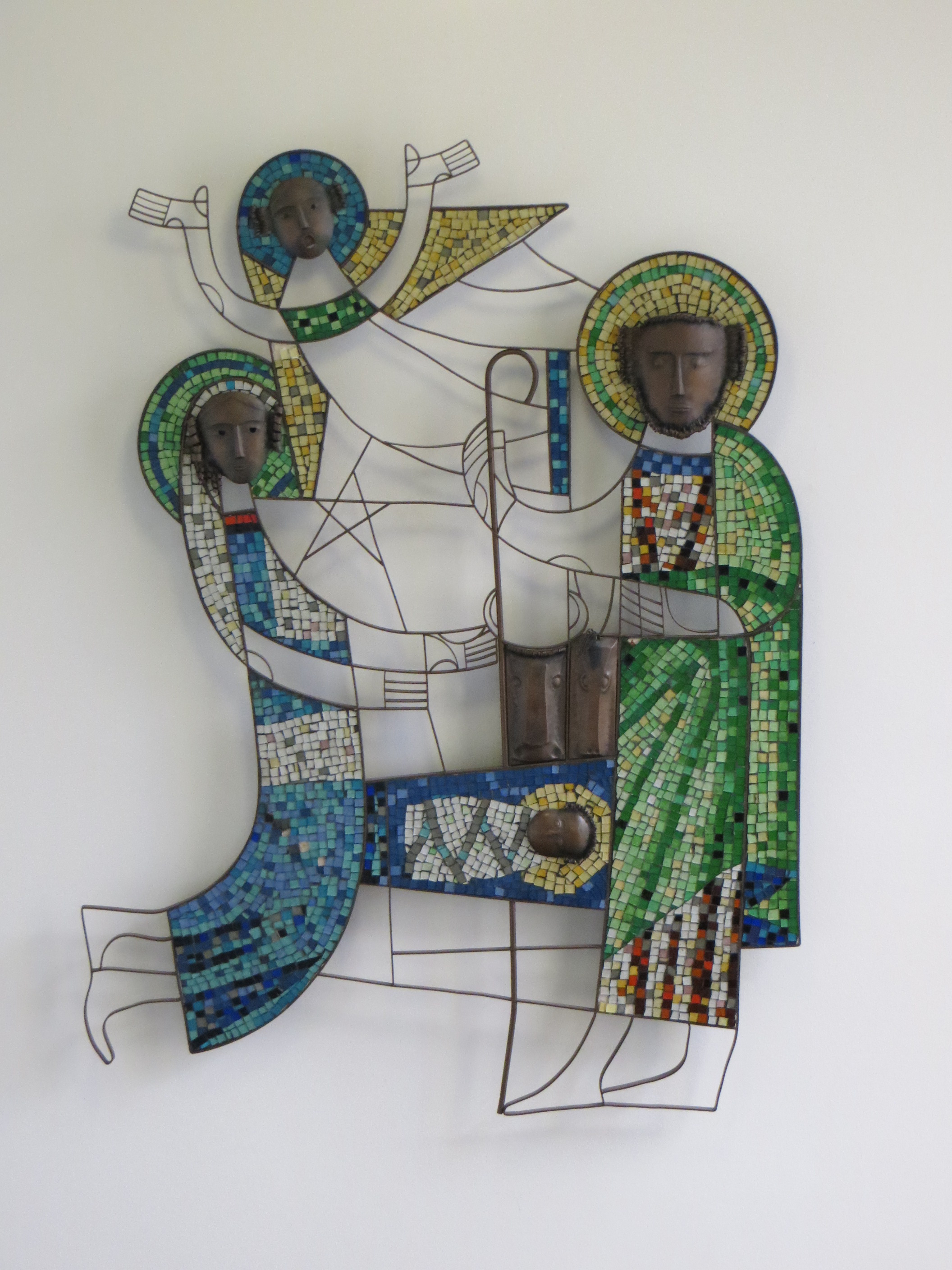
Klooster Zusters Arme Kind Jezus Maastricht.